# Stazione meteorologica di Gressoney-La-Trinité
La stazione meteorologica di Gressoney-La-Trinité è la stazione meteorologica di riferimento per la località alpina di Gressoney-La-Trinité. È possibile vedere i dati registrati con cadenza oraria relativi a questa stazione e alle altre presenti sul territorio regionale presso la pagina riferita ai dati meteo della Valle d'Aosta. È controllata direttamente dalla Società Meteorologica Italiana.

## Coordinate geografiche
La stazione meteorologica è situata nell'Italia nord-occidentale, in Valle d'Aosta, nel comune di Gressoney-La-Trinité, in località D'Ejola, a 1.850 metri s.l.m. e alle coordinate geografiche 45°50′N 7°50′E.

## Dati climatologici
Secondo i dati medi del trentennio 1961-1990, la temperatura media del mese più freddo, gennaio, si attesta a -3,6 °C, mentre quella del mese più caldo, luglio, è di +12,7 °C.
Le precipitazioni medie annue superano i 1200 mm, distribuite mediamente in 101 giorni, con un picco in primavera, estate ed autunno inoltrato ed un minimo relativo in inverno.
| Gressoney-La-Trinité | Mesi | Mesi | Mesi | Mesi | Mesi | Mesi | Mesi | Mesi | Mesi | Mesi | Mesi | Mesi | Stagioni | Stagioni | Stagioni | Stagioni | Anno  |
| Gressoney-La-Trinité | Gen  | Feb  | Mar  | Apr  | Mag  | Giu  | Lug  | Ago  | Set  | Ott  | Nov  | Dic  | Inv      | Pri      | Est      | Aut      | Anno  |
| -------------------- | ---- | ---- | ---- | ---- | ---- | ---- | ---- | ---- | ---- | ---- | ---- | ---- | -------- | -------- | -------- | -------- | ----- |
| T. max. media (°C)   | 0,4  | 1,1  | 3,2  | 6,3  | 10,5 | 15,0 | 18,3 | 17,1 | 14,3 | 9,8  | 4,3  | 1,0  | 0,8      | 6,7      | 16,8     | 9,5      | 8,4   |
| T. min. media (°C)   | −7,5 | −7,7 | −5,5 | −2,6 | 1,4  | 4,9  | 7,2  | 7,1  | 5,1  | 1,3  | −3,4 | −6,3 | −7,2     | −2,2     | 6,4      | 1,0      | −0,5  |
| Precipitazioni (mm)  | 77   | 87   | 102  | 106  | 143  | 107  | 95   | 113  | 77   | 114  | 109  | 72   | 236      | 351      | 315      | 300      | 1 202 |
| Giorni di pioggia    | 7    | 7    | 8    | 8    | 12   | 11   | 9    | 11   | 7    | 7    | 7    | 7    | 21       | 28       | 31       | 21       | 101   |